# ペッツ・ワトレー
"ピストル" ペッツ・ワトレー（"Pistol" Pez Whatley、1951年1月10日 - 2005年1月18日）は、アメリカ合衆国のプロレスラー。テネシー州チャタヌーガ出身のアフリカ系アメリカ人。
より原音に近い表記は「ペッツ・ワトリー」だが、本項では来日時の呼称など、日本で定着している表記を使用する。

## 来歴
ハイスクール時代はレスリングで活躍し、チャタヌーガ初の黒人チャンピオンとなった。テネシー大学チャタヌーガ校卒業後の1975年、ソウル・ワインゲロフのコーチを受け、地元テネシー州メンフィスのNWAミッドアメリカ地区（後のCWA）にてデビュー。
テネシーでは巨漢レイ・キャンディとのベビーフェイスの凸凹黒人コンビで活動、1977年に悪徳マネージャーのパーシー・プリングル3世率いるサモアンズ（ワイルド・サモアンズとは別チーム）とミッドアメリカ・タッグ王座を争った。
1977年8月末には、スタン・ハンセン、ブラックジャック・マリガン、ザ・ハングマン、ロディ・パイパー、ソニー・キングらが同時参加した新日本プロレスの『闘魂シリーズ』に初来日。ストロング小林、長州力、星野勘太郎、永源遙、木戸修らとシングルマッチで対戦したが、キャリア不足もあって白星は木村健吾からの1勝のみという戦績で終わった。
以降もテネシーを主戦場に、1978年1月14日にはラニー・ポッフォを新パートナーにジプシー・ジョー&リロイ・ロチェスターからミッドアメリカ・タッグ王座を奪取。同地区の英雄的存在となったジェリー・ローラーともタッグを組み、デビッド・シュルツ、デニス・コンドリー、ダッチ・マンテル、バズ・タイラー、フィル・ヒッカーソンなどと抗争を展開した。
1980年代初頭はラニーやランディ・サベージの父アンジェロ・ポッフォが旗揚げしたケンタッキー州レキシントンの独立団体ICW（International Championship Wrestling）で活動。後にNWA世界ヘビー級王者となるロニー・ガービンと抗争した。ICW崩壊後は古巣のメンフィスに戻り、スキップ・ヤングと組んでココ・ウェア&ノーベル・オースチンのプリティ・ヤング・シングスと黒人タッグ抗争を展開。1984年からはエディ・グラハム主宰のNWAフロリダ地区に参戦、8月25日にジム・ナイドハート、9月22日にケビン・サリバンを破り、南部ヘビー級王座を2回獲得した。
リック・ルードにタイトルを奪われた1985年からは、NWAミッドアトランティック地区のジム・クロケット・プロモーションズに移籍。ジミー・バリアントとのコンビで人気を博したが、彼を称えたバリアントの "the best black athlete in professional wrestling" というコメントを黒人差別発言と曲解し、 1986年にバリアントと仲間割れしてヒールに転向。シャスカ・ワトレー（Shaska Whatley）に改名してヒール・ユニットのポール・ジョーンズ・アーミーに加入し、バロン・フォン・ラシクやコンガ・ザ・バーバリアンと共闘した。
1987年より、タイガー・コンウェイ・ジュニアと黒人タッグチームのジャイブ・トーンズ（The Jive Tones）を結成。ブラッド・アームストロング&ティム・ホーナーのライトニング・エクスプレスと抗争し、マイケル・ヘイズ&ジミー・ガービンのファビュラス・フリーバーズやロード・ウォリアーズとも対戦した。
1989年8月にはアブドーラ・ザ・ブッチャーが外国人エースを務めた全日本プロレスの『サマー・アクション・シリーズII』に、コンウェイ・ジュニアとのジャイブ・トーンズとして来日。サミー・デイヴィス・ジュニアなど往年の黒人エンターテイナーをイメージした陽気なパフォーマンスで前座戦線を盛り上げる一方、ブッチャーとトリオを組んでの6人タッグマッチで天龍同盟とも対戦した。
ジャイブ・トーンズ解散後、1990年代初頭にはジョバーとしてWWFに出場、ニューヨークのマディソン・スクエア・ガーデンではタグボート・トーマスと対戦している。地元のテネシーでは1991年にウィリー・B・ハート（Willie B. Hert）を名乗り、CWAの後継団体USWAでローラーやバンバン・ビガロと対戦した。
シュートの隠語である「ピストル」の異名通りのシューターとされており、1992年2月にはUWFインターナショナルに「ペーズ・ワットレー」の表記で来日、安生洋二や中野龍雄と対戦した。その後はWCWにてジョバーを務め、1995年の引退後はプロレスラー養成所「WCWパワープラント」のトレーナーとなって若手選手の指導・育成に携わった。
2003年に心臓発作を起こし、心臓移植手術を待っていたが、手術を受けることなく2005年1月18日に故郷チャタヌーガの病院にて死去。54歳没。
没後の2021年、WWE殿堂のレガシー部門に迎えられた。

## 得意技
- ザ・フライング・ウィリー（The Flying Willie）
- ドロップキック
- エルボー・ドロップ

## 獲得タイトル
NWAウエスタン・ステーツ・スポーツ
- NWAウエスタン・ステーツ・タッグ王座：1回（w / エイブ・ジェイコブズ）[19]

NWAミッドアメリカ
- NWAミッドアメリカ・タッグ王座：3回（w / レイ・キャンディ×2、ラニー・ポッフォ）[3]

チャンピオンシップ・レスリング・フロム・フロリダ
- NWA南部ヘビー級王座（フロリダ版）：2回[8]

インターナショナル・チャンピオンシップ・レスリング
- ICW USヘビー級王座：1回[20]
- ICW USタッグ王座：1回（w / リップ・ロジャース）[21]

WWE
- WWE殿堂（レガシー部門）：2021年[18]